# EverydayOneCat
EverydayOneCat は、2017年（平成29年）から流行したインターネット・ミームの一つである。著者はMotions＿Cat、最初はマストドン上で発表され、そのイラストの可愛さによってすぐさまネット上で人気急浮上。作者は現在TwitterとMotions.catを中心に新作をアップロードしている。

## 名称
作者は、Twitter上で毎日作品を投稿していた別のツイッタラーEeverydayOneMotionに触発され、冗談半分で「motion」を「cat」に変更してEverydayOneCatという名称の下作品をSNS上に投稿。初期の頃はマストドン（Pixivが運営元であるブログサイト）を中心に投稿していたが、その後作品数が増えるに連れて、Twitterアカウントを開設した。

## 背景設定
物語はCatworld（著者Motions＿Catな架空の世界）という虹の彼方に存在する、天国の様な、沢山のネコが暮らす世界で起こる。ここは、亡くなったネコ達が死後、自分が前世でやれなかったことを存分に楽しむ為に到達る世界である。カタツムリになったり、犬になったり、はたまたその全てになり変わってみたりと、ここではネコ達が生前できなかったことの全てが叶う。